# Старий Цепелюв
Старий Цепелюв (пол. Stary Ciepielów) — село в Польщі, у гміні Цепелюв Ліпського повіту Мазовецького воєводства.
Населення — 272 особи (2011).
У 1975-1998 роках село належало до Радомського воєводства.

## Демографія
Демографічна структура станом на 31 березня 2011 року:
|          | Загалом | Допрацездатний вік | Працездатний вік | Постпрацездатний вік |
| -------- | ------- | ------------------ | ---------------- | -------------------- |
| Чоловіки | 140     | 30                 | 89               | 21                   |
| Жінки    | 132     | 26                 | 70               | 36                   |
| Разом    | 272     | 56                 | 159              | 57                   |